# Foc Cisell
Foc – stacja metra w Barcelonie, na linii 2 i 10, w Barcelonie.